# Conceição Pereira
Maria Conceição Pereira (Seixal, Porto Moniz, Madeira, 1936 — Madeira, 11 de junho de 2020) foi uma professora, política, sindicalista, ativista feminista e escritora portuguesa. Foi dirigente da União Democrática Popular, do Bloco de Esquerda, do Sindicato dos Escritórios, do Sindicato dos Professores da Madeira e da UMAR.

## Biografia
Começou no ativismo político na Liga Operária Católica Feminina e, mais tarde, no Centro de Cultura Operária. Em 1971, participou na lista vencedora ao Sindicato dos Empregados de Escritório e Caixeiros. Depois, viveu um período em França.
Em 1975, regressa à Madeira e inscreve-se na União do Povo da Madeira, organização que vai aderir à UDP em finais daquele ano.
Foi deputada pela UDP à Assembleia Legislativa da Madeira entre 1992 e 1996 e foi co-fundadora do BE na Região Autónoma. Encabeçou a lista do BE pelo círculo da Madeira nas eleições legislativas de 1999, o primeiro ato eleitoral do partido, e fez parte da lista pelo círculo único nacional nas eleições europeias do mesmo ano.
Concorreu outras vezes em diversos atos eleitorais por ambos os partidos, a última das quais em 2013, quando foi a cabeça-de-lista do BE à Câmara Municipal de São Vicente.
Ajudou a fundar a associação feminista UMAR e o Sindicato dos Professores da Madeira, aos quais se manteve associada até ao fim da vida.